# Кампос, Пако
Франсишко Кампос Саламанка (исп. Francisco Campos Salamanca; 8 марта 1916, Лас-Пальмас-де-Гран-Канария, Испания — 8 сентября, 1995, Мадрид, Испания) — испанский футболист, нападающий. Выступал за сборную Испании. Один из лучших бомбардиров «Атлетико Мадрид» в истории.

## Клубная карьера
Кампос родился в городе Лас-Пальмас-де-Гран-Канария и начал свою карьеру в клубе «Марино», который вскоре был объединён с другими клубами и образовал «Лас-Пальмас».
После гражданской войны в Испании Франсишко перешёл в «Атлетико Авиасьон». 17 января 1940 года он дебютировал за «матрасников» в мадридском дерби против «Реал Мадрида». 4 февраля того же года Кампос забил первый гол в ворота «Сельты».

## Карьера в сборной
12 января 1941 года Кампос дебютировал за сборную Испании в товарищеском матче против сборной Португалии. После этого матча Пако забил пять голов в следующих четырёх товарищеских играх за сборную, включая дубль в ворота сборной Франции 15 марта 1942 года. В итоге на его счету 6 матчей и 5 голов за национальную сборную.

### Голы за сборную
| Голы Кампоса за сборную Испании | Голы Кампоса за сборную Испании | Голы Кампоса за сборную Испании | Голы Кампоса за сборную Испании | Голы Кампоса за сборную Испании |
| Дата                            | Оппонент                        | Счёт                            | Голы                            | Соревнование                    |
| ------------------------------- | ------------------------------- | ------------------------------- | ------------------------------- | ------------------------------- |
| 16 марта 1941                   | Португалия                      | 5:1                             | 1                               | Товарищеский матч               |
| 28 декабря 1941                 | Швейцария                       | 3:1                             | 1                               | Товарищеский матч               |
| 15 марта 1942                   | Франция                         | 4:0                             | 2                               | Товарищеский матч               |
| 12 апреля 1942                  | Германия                        | 1:1                             | 1                               | Товарищеский матч               |

## Достижения
«Атлетико Мадрид»
- Чемпион Испании (2): 1939/40, 1940/41
- Обладатель Кубка Эвы Дуарте: 1940

«Спортинг» Хихон
- Чемпион Сегунды: 1950/51